# RTÉ Player
RTÉ Player è la piattaforma di video on demand e streaming fornita dall'emittente pubblica irlandese RTÉ. Il servizio offre programmi televisivi RTÉ in diretta e in streaming, contenuti esclusivi e di altre emittenti internazionali.
La piattaforma è disponibile in due formati: uno per la Repubblica d'Irlanda e l'Irlanda del Nord e un altro per il pubblico internazionale. Il servizio offre notizie, attualità, intrattenimento, sport, fiction locali e internazionali.

## Storia
RTÉ Player venne lanciato dalla radiotelevisione irlandese il 21 aprile 2009.
Già alla fine del 2009, RTÉ iniziò ad inserire contenuti di enti internazionali come la serie inglese EastEnders e quella australiana Home and Away. Poi vennero lanciate nella piattaforma anche serie statunitensi come Grey's Anatomy.
Il 14 dicembre 2010, RTÉ Player venne reso disponibile su PlayStation 3 e PSP.
Il 2 settembre 2011, RTÉ annunciò il lancio di una piattaforma simile per le sue stazioni radio dal nome RTÉ Radio Player.
Il 22 dicembre dello stesso anno fu rilasciata un'app per iPhone e iPad.
RTÉ Player fu reso disponibile sulle televisioni dei clienti di Virgin Media Ireland (in precedenza UPC Ireland) a partire dal 25 maggio 2012. Invece divenne attivo per i clienti Sky Ireland l'8 luglio 2016.
Nel dicembre 2018, venne rilasciata una nuova versione di RTÉ Player in linguaggio HTML5. Il servizio include anche canali aggiuntivi, tra cui RTÉ Archives e RTÉ Food e contenuti di emittenti internazionali come CBS, ABC Australia, Arte, MGM+, Lionsgate e Warner Bros. Television.

## Contenuti
Su RTÉ Player sono disponibili oltre 200 ore di programmi di tutte le categorie del palinsesto RTÉ, molti dei quali non sono disponibili al di fuori dell'isola d'Irlanda. Ma nell'ottobre 2010, i notiziari, lo sport e i programmi di punta vennero resi fruibili anche dal pubblico internazionale.
Le soap opera più popolari sono disponibili solo per una settimana, mentre i programmi di intrattenimento e per bambini lo sono per 21 giorni.

## Critiche
Nel 2019, il servizio fu criticato per la sua inaffidabilità e difficoltà di funzionamento. Una richiesta di informazioni alla fine dello stesso anno rivelò che RTÉ ricevette una serie di reclami da parte del pubblico che mostravano che, mentre gli spot pubblicitari sembravano funzionare molto bene, il contenuto vero e proprio spesso non veniva riprodotto. La risposta della radiotelevisione irlandese a TheJournal.ie affermò poi che la stragrande maggioranza delle persone era soddisfatta, seppur non specificando come si sapesse che le persone erano soddisfatte del servizio. Un anno dopo, nel 2020, TheJournal.ie riportò che gli spettatori descrissero il servizio come "imbarazzante", "ridicolo" e "la peggiore app di streaming che abbia mai usato", mentre RTÉ dichiarava che si stava impegnando per migliorare la piattaforma.